# Phragmipedium hirtzii
Phragmipedium hirtzii é uma espécie de orquídea terrestre, família Orchidaceae, que habita o norte do Equador.